# Auguste Cheval de Saint-Hubert
Auguste Cheval de Saint-Hubert dit Auguste Hubert, aussi appelé Auguste Hubert Cheval de Saint-Hubert, ou Auguste de Saint-Hubert est un architecte français, né à Paris le 29 août 1755, mort le 8 février 1798.

## Biographie
Il fut l'élève de Peyre le Jeune et de Louis François Petit-Radel. Il remporta le 1er Grand prix d'architecture en 1784.
Sous la Révolution, il est architecte de la Ville de Paris, membre du comité d'embellissement du Jardin National. Il est inspecteur du palais national des sciences et arts et inspecteur général des bâtiments nationaux. Avec son beau-frère Jacques-Louis David, il a supplanté Jacques Cellerier comme ordonnateur des fêtes de la République après la fête de la Fédération jusqu'à la chute de Robespierre.
À partir de 1796 jusqu'en 1798, il travaille sur l'aménagement des anciens appartement d'été d'Anne d'Autriche pour y aménager le musée des antiques du Muséum central des Arts du Louvre.